# Tautomerie

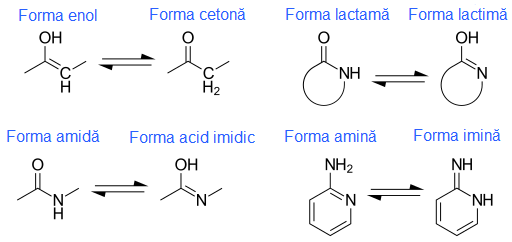
Exemple de tautomeri

În chimie, tautomeria reprezintă proprietatea unor substanțe, îndeosebi substanțe organice izomere de a trece cu ușurință una în alta, în anumite condiții, prin rearanjarea unor atomi sau grupe de atomi din molecula lor.
De obicei, se datorează deplasării unei legături chimice duble și a unui atom de hidrogen (caz în care se numește tautomerie prototropică). Formele izomere care participă în tautomerie se numesc tautomeri.

## Tipuri
Tautomerizarea este un proces foarte răspândit în chimia organică. Majoritatea formelor tautomere există în perechi, iar fiecare dintre cei doi are localizat protonul într-o anumită poziție, de obicei schimbând locul cu o legătură dublă: H−X−Y=Z ⇌ X=Y−Z−H. Compoziția amestecurilor tautomere este posibil de determinat prin metode spectroscopice, IR si RMN. Cele mai comune perechi de tautomeri includ:
- cetonă – enol:  H−O−C=CH ⇌ O=C−CH2, numită și tautomerie ceto-entolică sau oxo-enolică
- enamină – imină: H2N−C=N ⇌ HN=C−NH
- amidă – acid imidic: H−N−C=O ⇌ N=C−O−H
  - lactamă – lactimă
- nitrozoderivat – oximă: H−C−N=O ⇌ C=N−O−H
- nitroderivat – acinitroderivat (acid nitronic): H−C−N(O)=O ⇌ C=N(O)−O−H
- cetenă – inol (alchinol), unde intervine și o legătură triplă: R−CH=C=O ⇌ R−C≡C−OH

## Tautomeria prototropică
Acest tip de tautomerie e cel mai frecvent intâlnit la compușii organici, mai ales sub forma tautomeriei ceto-enolice.